# Sicherheitsnadel

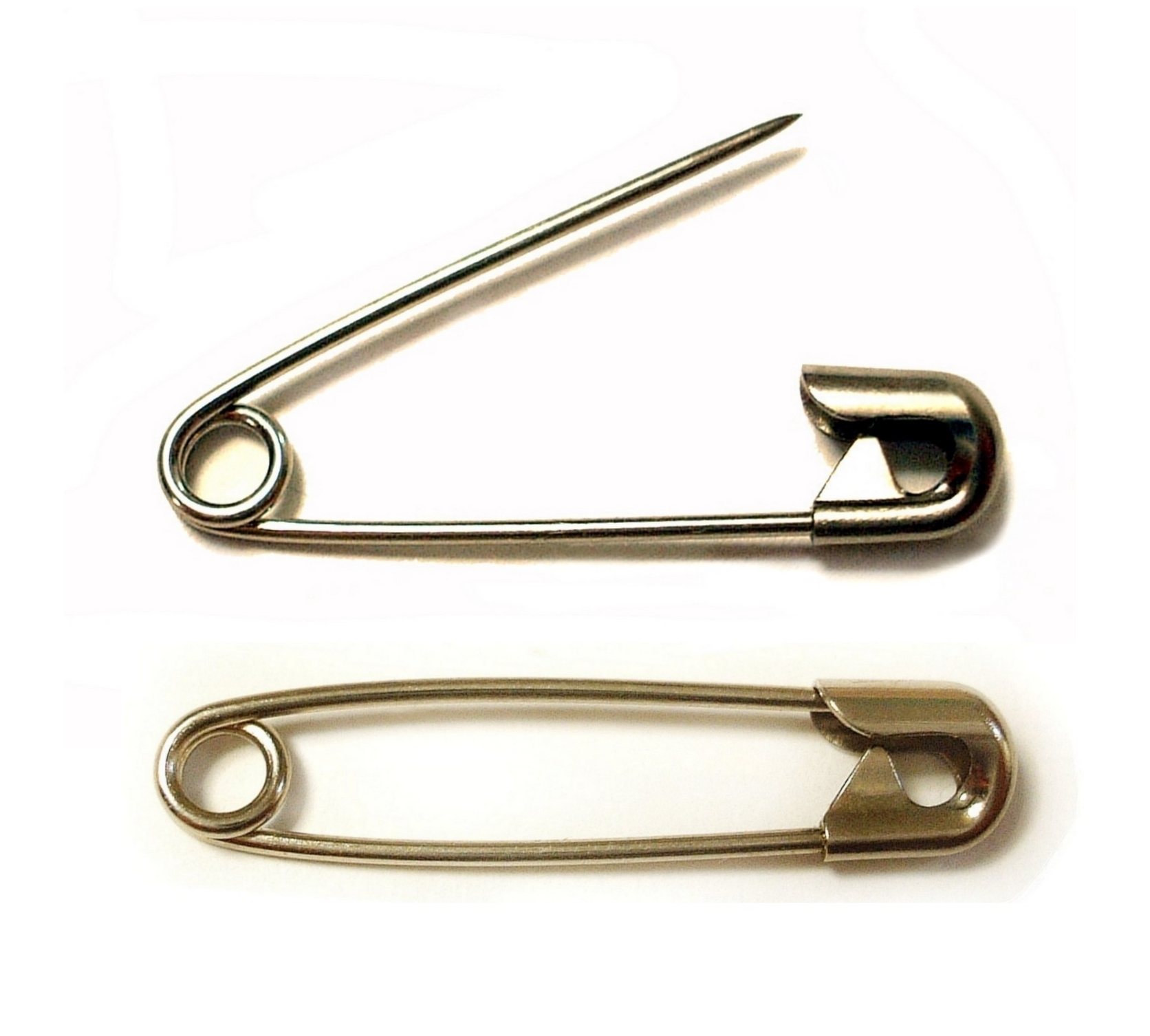
Geöffnete und geschlossene Sicherheitsnadel

Die Sicherheitsnadel ist eine spezielle Nadel, deren Vorläufer, die Fibel, bereits in der späten Bronzezeit als Schließe für das Zusammenhalten von Kleidung benutzt wurde.

## Vorgänger und Patent

Eine handgeschmiedete Fibel als Schließe für einen Kilt

Die Ursprungsversion der Sicherheitsnadel wurde bereits im 18. Jahrhundert v. Chr. verwendet. Bis heute haben die schottischen Kilts eine ganz ähnliche Schließe, bei der die ähnliche Funktion noch deutlich erkennbar ist.
Die moderne Version wurde vom amerikanischen Mechaniker Walter Hunt (1785–1859) entwickelt. Der New Yorker entwarf die sogenannte Kleidernadel mit Feder und Sicherheitskäppchen in wenigen Stunden, um so eine offene Rechnung über 15 US-Dollar zu begleichen. Später trat er alle Rechte für die Nadel sowie Adaptionen für 400 US-Dollar ab. Am 10. April 1849 wurde die Sicherheitsnadel zum Patent angemeldet.

## Ähnliche Objekte
Im Maschinenbau wird die einer Sicherheitsnadel sehr ähnliche Fokkernadel zum Sichern von z. B. Kronenmuttern verwendet.

## Verwendung

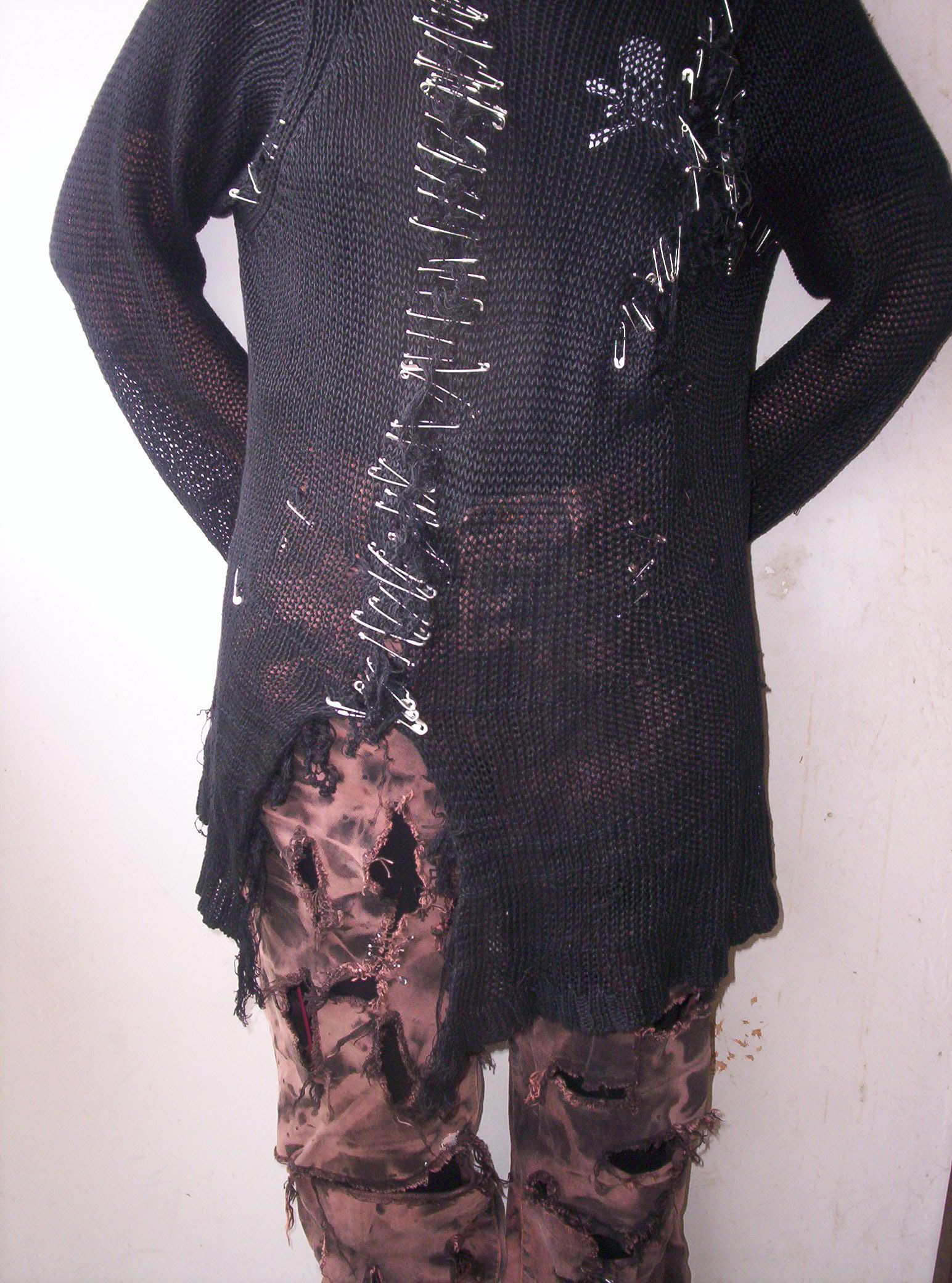
Sicherheitsnadeln als Accessoire

Sicherheitsnadeln werden als Kurzwaren gemeinsam mit Material zum Nähen angeboten und sind Bestandteil von jedem Nähset. Es gibt unterschiedliche Größen, wobei die rostfreie Ausführung mittlerweile Standard ist.
Einsatzmöglichkeiten reichen von der provisorischen Reparatur eines Kleidungsstücks, über das schnelle Anbringen von Kennzeichen auf der Kleidung, bis hin zum schnellen Herstellen von Verbindungen von gerissenen Riemen, Schnüren und ähnlichem.
In Deutschland waren Sicherheitsnadeln, noch in den 1950er Jahren, in jedem PKW-Verbandkasten zu finden, um vor Ort Verbände oder Dreieckstücher fixieren zu können.
Als modisches Accessoire wurde die Sicherheitsnadel zuerst in der Punkszene beliebt, wo sie an Jacken, Taschen und Bekleidung verwendet wurde, sowie als Ohrring. Mittlerweile ist sie im Mainstream angekommen und wird auch von namhaften Designern, wie Versace und Prada, als schmückendes Element eingesetzt.